# Vamos Sair da Crise
Vamos Sair da Crise foi um programa de entrevistas da TV Gazeta transmitido entre 1987 e 1993.
Apresentado por Alexandre Machado, o programa trazia todas as noites sempre um convidado diferente, no intuito de debater as crises econômicas, políticas e sociais brasileiras dos anos 80.
Retransmitido pela TV Capital (canal 8 de Brasília) e TV Rio (canal 13 do Rio de Janeiro) até a década de 90.
Eram convidados políticos, economistas, executivos, religiosos, artistas e intelectuais, abrindo espaço o debate e criando um fórum democrático de exercício da cidadania através da liberdade de expressão, muito importante naquele momento de redemocratização do país, embalados pela Nova República de José Sarney e pela promulgação da Constituição de 1988 e eleição presidencial de 1989, vencida por Fernando Collor de Mello.:324.:339.
Em 1992, esse programa chegou devido a uma parceria pela Rede OM que posteriormente Central Nacional de Televisão.
O programa foi até 1993, quando foi substituído por Fogo Cruzado, também apresentado por Machado.:344